# Mary Treen
Mary Treen (* 27. März 1907 in St. Louis, Missouri als Mary Louise Summers; † 20. Juli 1989 in Newport Beach, Kalifornien) war eine US-amerikanische Schauspielerin.

## Leben und Karriere
Mary Treen war die Tochter des Anwalts Don C. Summers und der Bühnenschauspielerin Helene Sullavan Summers, die 1908 inmitten ihrer Scheidung um die damals elf Monate Jahre alte Mary einen erbitterten Streit wegen ausbleibender Zahlungen führten, der es sogar in die damaligen Zeitungen schaffte. Sie wuchs als Katholikin auf und besuchte die Westlake School for Girls in Los Angeles, wo sie auch in Schulstücken mitspielte. Treen machte eine Tanzausbildung und begann ihre Showkarriere in den 1920er-Jahren auf Vaudeville-Bühnen, in Musicals und Operetten. Nach einer Reihe von Kurzfilmen erhielt sie 1934 einen Studiovertrag bei Warner Brothers.
Da Treen nicht dem klassischen Schönheitsideal einer Hollywood-Hauptdarstellerin entsprach, musste sie sich im Laufe ihrer Kinokarriere fast ausschließlich mit Nebenrollen begnügen. Sie fand jedoch eine erfolgreiche Nische als Darstellerin von arbeitenden Frauen wie Sekretärinnen, Haushälterinnen oder Telefonistinnen. Ansonsten wurde sie auch oft als beste Freundin der Hauptdarstellerin eingesetzt. Eine ihrer besten Rollen hatte sie in der Kriegskomödie  I Love a Soldier (1944) neben Paulette Goddard, bekannter sind aber wohl ihre Darstellungen in den Filmen Fräulein Kitty (1940) und Ist das Leben nicht schön? (1946) – in letzterem Film spielte sie die Cousine und Sekretärin von James Stewarts Hauptfigur. In den 1950er-Jahren begann sie für das Fernsehen zu arbeiten, wo sie auch zwei feste Fernsehrollen spielte: Als verwitwete Schwester von June Havocs Titelfigur in der Sitcom Willie von 1954 bis 1955, und als streitbare Haushälterin Hilda in der Joey Bishop Show von 1962 bis 1965.
Treen arbeitete bis in die 1980er-Jahre als Schauspielerin; insgesamt trat sie in über 150 Filmen und über 50 Fernsehserien auf. Treen war unverheiratet und lebte zuletzt bei ihrer engen Freundin, der Schauspielerin Marge Klein, mit der sie in ihrer Jugend gemeinsam als Komikerduo auf der Bühne gestanden hatte. 
Die Schauspielerin starb im Alter von 82 Jahren an einer Krebserkrankung. Ihre nächsten lebenden Verwandten waren Cousins, darunter der Schauspieler Mort Mills.

## Filmografie (Auswahl)
- 1930: Surprise (Kurzfilm)
- 1930: Viennese Nights
- 1932: Crooner
- 1934: Ein feiner Herr (Jimmy the Gent)
- 1934: Ein schwerer Junge (The St. Louis Kid)
- 1934: Babbitt
- 1935: Traveling Saleslady
- 1935: Der FBI-Agent (G Men)
- 1935: Go Into Your Dance
- 1935: The Girl from 10th Avenue
- 1935: Die Frau auf Seite 1 (Front Page Woman)
- 1935: Page Miss Glory
- 1935: I Found Stella Parrish (I Found Stella Parish)
- 1935: Der Jazzkadett (Shipmates Forever)
- 1935: Broadway Hostess
- 1935: Dangerous
- 1935: The Case of the Lucky Legs
- 1936: Colleen
- 1936: Love Begins at 20
- 1936: Favorit auf allen Bahnen (Down the Stretch)
- 1937: Fluß der Wahrheit (God’s Country and the Woman)
- 1937: Im Kreuzverhör (Maid of Salem)
- 1937: Ever Since Eve
- 1937: Mr. Dodd Takes the Air
- 1937: Second Honeymoon
- 1938: Sally, Irene and Mary
- 1939: Three Smart Girls Grow Up
- 1939: When Tomorrow Comes
- 1939: Musik ist unsere Welt (Babes in Arms)
- 1939: First Love
- 1940: Girl in 313
- 1940: Fräulein Kitty (Kitty Foyle)
- 1941: Tall, Dark and Handsome
- 1941: Die Abenteurerin (The Flame of New Orleans)
- 1941: Father Takes a Wife
- 1941: Du gehörst zu mir (You Belong to Me)
- 1942: Roxie Hart
- 1942: Schiff ahoi! (Ship Ahoy)
- 1942: Ein Kuß zuviel (They All Kissed the Bride)
- 1942: Between Us Girls
- 1943: Flight for Freedom
- 1943: Hit Parade of 1943
- 1943: Mutige Frauen (So Proudly We Hail!)
- 1943: Thank Your Lucky Stars
- 1944: The Navy Way
- 1944: I Love a Soldier
- 1944: So ein Papa (Casanova Brown)
- 1945: Don Juan Quilligan
- 1945: Blonde from Brooklyn
- 1946: Morgen und alle Tage (From This Day Forward)
- 1946: Swing Parade of 1946
- 1946: Ist das Leben nicht schön? (It’s a Wonderful Life)
- 1947: Hoppla, hier kommt Merton! (Merton of the Movies)
- 1948: Texas, Brooklyn and Heaven
- 1948: Die Schlangengrube (The Snake Pit)
- 1948: Geld oder Liebe (Let’s Live a Little)
- 1949: Zwei Männer und drei Babies (And Baby Makes Three)
- 1950: Seine Frau hilft Geld verdienen (The Fuller Brush Girl)
- 1951: Der Prügelknabe (The Stooge)
- 1952: Vater werden ist nicht schwer (Room for One More)
- 1952: Seemann paß auf (Sailor Beware)
- 1952: Casanova wider Willen (Dreamboat)
- 1953: Diese Frau vergißt man nicht (Let’s Do It Again)
- 1954–1955: Willy (Fernsehserie, 38 Folgen)
- 1955: Unternehmen Pelikan (The Eternal Sea)
- 1956: Die falsche Eva (The Birds and the Bees)
- 1956: Na, na, Fräulein Mutti (Bundle of Joy)
- 1957: Rindvieh Nr. 1 (Public Pigeon No. 1)
- 1957: Die Würfel sind gefallen (Gun Duel in Durango)
- 1957: The Last Stagecoach West
- 1957: Schicksalsmelodie (The Joker Is Wild)
- 1957: Der Regimentstrottel (The Sad Sack)
- 1958: Der Babysitter (Rock-A-Bye Baby)
- 1958: I Married a Monster from Outer Space
- 1958–1965: Mutter ist die Allerbeste (Donna Reed, Fernsehserie, 3 Folgen)
- 1959: Dezernat M (M Squad, Fernsehserie, Folge 2x23)
- 1959: Keiner verlässt das Schiff! (Don’t Give Up the Ship)
- 1959: Viele sind berufen (Career)
- 1959: New Orleans, Bourbon Street (Bourbon Street Beat, Fernsehserie, Folge 1x09)
- 1960: Ihr Star: Loretta Young (Letter to Loretta, Fernsehserie, Folge 7x16)
- 1960: Dennis, Geschichten eines Lausbuben (Dennis the Menace, Fernsehserie, Folge 2x06)
- 1960: Surfside 6 (Fernsehserie, Folge 1x13)
- 1960–1961: Andy Griffith Show (The Andy Griffith Show, Fernsehserie, 3 Folgen)
- 1961: Alles in einer Nacht (All in a Night’s Work)
- 1961: Ada Dallas (Ada)
- 1961: Junggeselle im Paradies (Bachelor in Paradise)
- 1961: Der Bürotrottel (The Errand Boy)
- 1961/1962: Bonanza (Fernsehserie, 2 Folgen)
- 1962: Girls! Girls! Girls!
- 1962–1965: The Joey Bishop Show (Fernsehserie, 55 Folgen)
- 1963: Der Ladenhüter (Who’s Minding the Store?)
- 1963: Acapulco (Fun in Acapulco)
- 1965: Perry Mason (Fernsehserie, Folge 9x13)
- 1966: Südsee-Paradies (Paradise, Hawaiian Style)
- 1967: Unser trautes Heim (Please Don’t Eat the Daisies, Fernsehserie, Folge 2x23)
- 1971: Bill Cosby (The Bill Cosby Show, Fernsehserie, Folge 2x21)
- 1972: Drei Mädchen und drei Jungen (The Brady Bunch, Fernsehserie, Folge 4x10)
- 1974: California Cops – Neu im Einsatz (The Rookies, Fernsehserie, Folge 3x12)
- 1975: Der Retorten-Goliath (The Strongest Man in the World)
- 1975: Happy Days (Fernsehserie, Folge 3x08)
- 1977: Love Boat (The Love Boat, Fernsehserie, Folge 1x10)
- 1978: Goodbye, Franklin High
- 1981: Ein Duke kommt selten allein (The Dukes of Hazzard, Fernsehserie, Folge 4x07)
- 1981: Ein Colt für alle Fälle (The Fall Guy, Fernsehserie, Folge 1x05)
- 1983: Zuhause ist der Teufel los (Wait till Your Mother Gets Home!, Fernsehfilm)